# Asplenium terorense
Asplenium terorense är en svartbräkenväxtart som beskrevs av Louis Otto Kunkel. Asplenium terorense ingår i släktet Asplenium och familjen Aspleniaceae. Inga underarter finns listade.